# 도쿄 소방청
도쿄 소방청(일본어: 東京消防庁 도쿄쇼보초[*], 영어: Tokyo Fire Department, TFD)은 도쿄 도청의 내부 기관으로 도쿄 도 구부를 관할 구역으로 하는 소방본부이다.
산하에 10개 방면본부를 두고 있으며, 방면본부 아래에 총 81개의 소방서를 두고 있다.

## 연혁

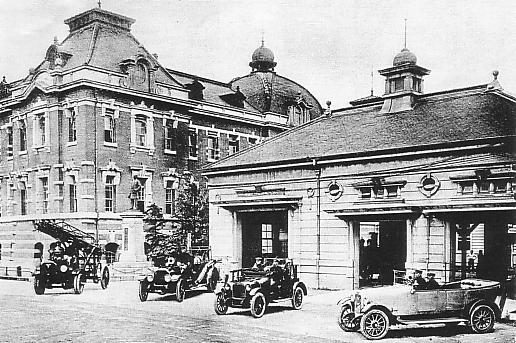
다이쇼 시대의 경시청 소방부 청사

- 1880년 6월 1일 내무성 경시국 산하의 소방본부로 설치
- 1881년 1월 14일 내무성 경시청 산하의 소방본서로 변경
- 1981년 4월 1일 내무성 경시청 소방서로 변경
- 1906년 4월 17일 내무성 경시청 소방본부로 변경
- 1913년 6월 13일 내무성 경시청 소방부로 변경
- 1948년 3월 7일 도쿄소방본부로 변경
- 1948년 5월 7일 도쿄소방청으로 변경